# Trittau
Trittau település Németországban, Schleswig-Holstein tartományban. Lakosainak száma 9167 fő (2023. december 31.). Trittau Linau, Grönwohld, Lütjensee, Großensee (Holstein), Grande, Kuddewörde, Hamfelde (Lauenburg), Hamfelde, Köthel és Hohenfelde (Stormarn) községekkel határos.

## Népesség
A település népességének változása:
| Lakosok száma | 5508 | 8832 | 8896 | 9049 | 9170 | 9167 |
|               | 1975 | 2017 | 2019 | 2021 | 2022 | 2023 |